# Park Narodowy Wulkanu Mayon
Park Narodowy Wulkanu Mayon (fil. Mayon Bulkan National Park) – obszar o powierzchni 54 km², położony w południowo-wschodniej części Filipin. Obejmuje powierzchnię zbocza wulkanu Mayon i jego najbliższą okolicę. Do parku można dotrzeć drogą lądową, koleją lub autobusem z Manili, przebywając odległość prawie 500 km w ciągu kilkunastu godzin, a także samolotem w ciągu godziny. Pod zboczami wulkanu rozciąga się miasto Legazpi.

## Klimat
W parku panuje klimat tropikalny o średniej temperaturze 28 °C i opadach dochodzących do 4000 mm rocznie. Pora deszczowa trwa od listopada do stycznia. Najlepszy okres do odwiedzania tego regionu przypada od lutego do października.

## Historia

### Początki
Park Narodowy powstał w 1938 roku.

### Erupcje

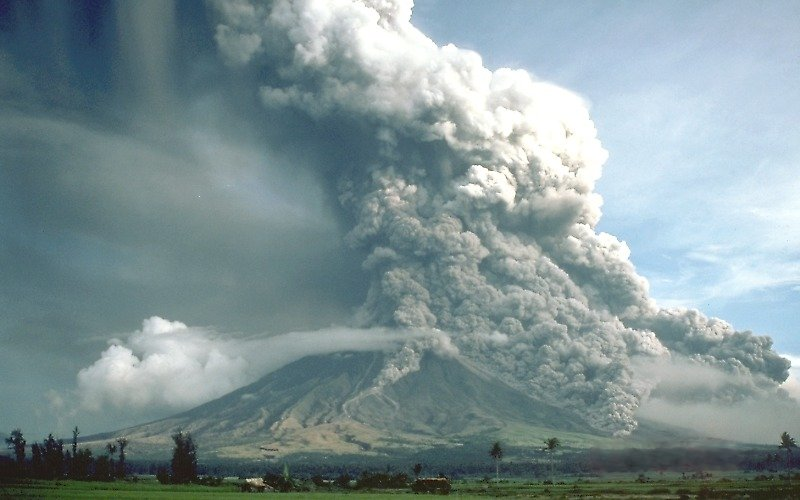
Wybuch Mayon w 1984.

Pierwsza notowana erupcja wulkanu została odnotowana w 1616 roku. Później w 1814 roku. Była ona tak potężna, że zniszczyła leżącą u podnóży wulkanu wioskę Corasawę. Dziś ruiny Corasawy porasta bujna roślinność, nad którą sterczy wieża zrujnowanego kościoła. Zginęło wówczas 1200 osób.
Ostatnia erupcja nastąpiła w 1993 roku, jednak dzięki sprawnej ewakuacji z 40-tysięcznej, okolicznej ludności zginęło tylko sześćdziesiąt osób.